# Zmeitsa
Zmeitsa (Bulgaars: Змеица) is een dorp in het zuiden van Bulgarije. Het dorp is gelegen in de gemeente Dospat in de oblast Smoljan. Het dorp ligt op ongeveer 38 km afstand van Smoljan en 139 km van Sofia. Tot 1934 heette het dorp Alandzjievo (Аланджиево).

## Bevolking
In 1870 telde het dorp 170 inwoners in 50 huishoudens. Dit aantal groeide naar 605 personen in 1926, 685 personen in 1934, 972 personen in 1946 en 1.512 personen in 1965. Tussen 1965 en 1975 kromp de bevolking met ongeveer 80 personen, om de daaropvolgende decennia toe te nemen tot een maximum van 1.801 personen in 2001. Vanaf de 21e eeuw neemt het inwoneraantal van het dorp echter drastisch af, vooral als gevolg van de verslechterde economische situatie in de regio. Op 31 december 2019 woonden er 1.198 personen in het dorp.
| Bevolkingsontwikkeling tussen 1870 en 2019          |
| --------------------------------------------------- |
|                                                     |
| Bron: Nationaal Statistisch Instituut van Bulgarije |

In het dorp wonen vooral etnische Bulgaren, waarvan een groot de islam belijdt. Deze ‘Moslim-Bulgaren’ worden ook wel Pomaken genoemd in de volksmond.
| Etnische samenstelling van de respondenten (2011) | Etnische samenstelling van de respondenten (2011) | Etnische samenstelling van de respondenten (2011) | Etnische samenstelling van de respondenten (2011) | Etnische samenstelling van de respondenten (2011) |
| ------------------------------------------------- | ------------------------------------------------- | ------------------------------------------------- | ------------------------------------------------- | ------------------------------------------------- |
|                                                   |                                                   |                                                   |                                                   |                                                   |
| Bulgaren                                          | Bulgaren                                          |                                                   | 97,4%                                             | 97,4%                                             |
| Turken                                            | Turken                                            |                                                   | 0,7%                                              | 0,7%                                              |
| Roma                                              | Roma                                              |                                                   | 0,4%                                              | 0,4%                                              |
| Anders/Onbekend                                   | Anders/Onbekend                                   |                                                   | 1,5%                                              | 1,5%                                              |

## Afbeeldingen

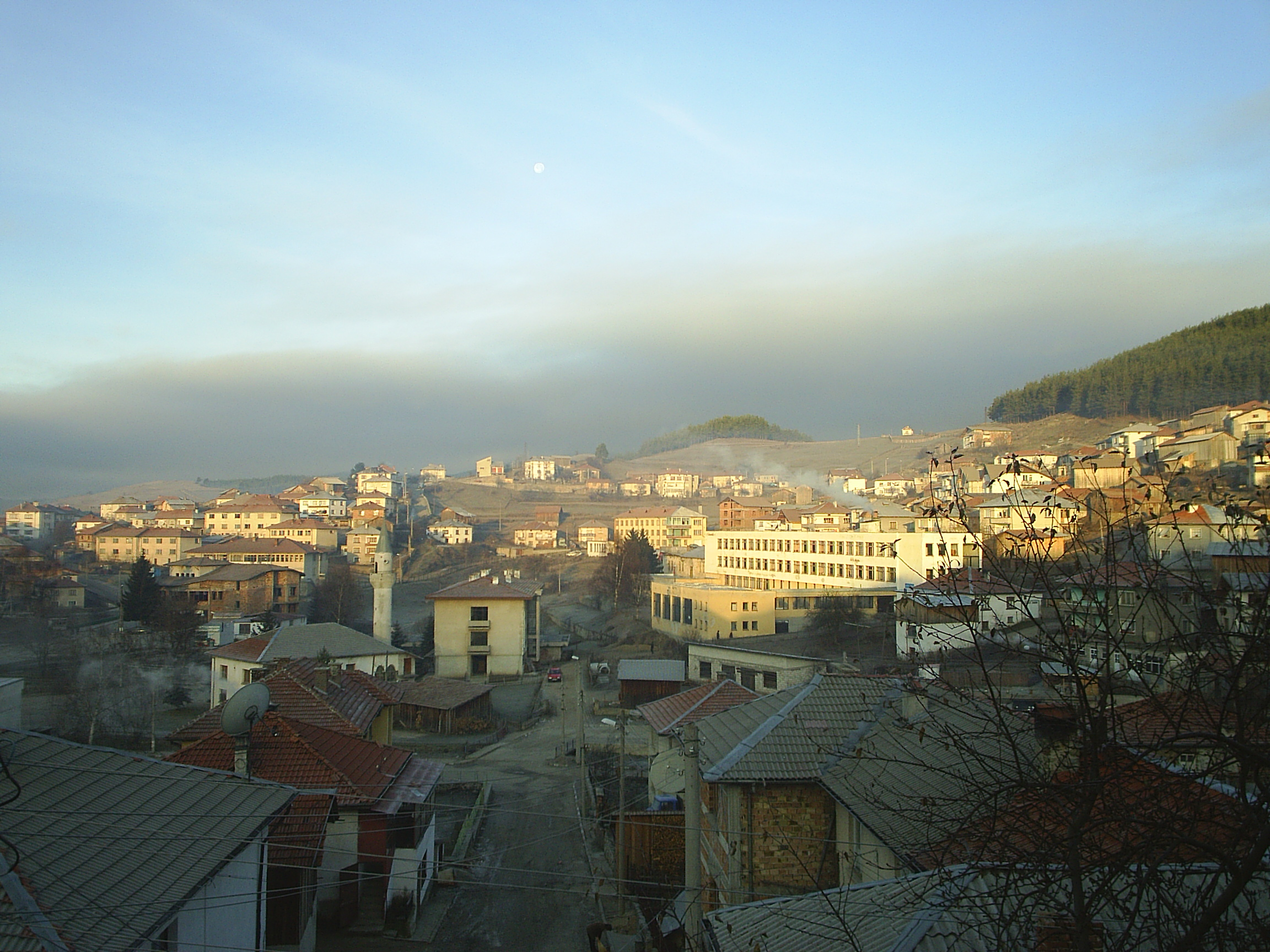
Uitzicht op het dorp Zmeitsa
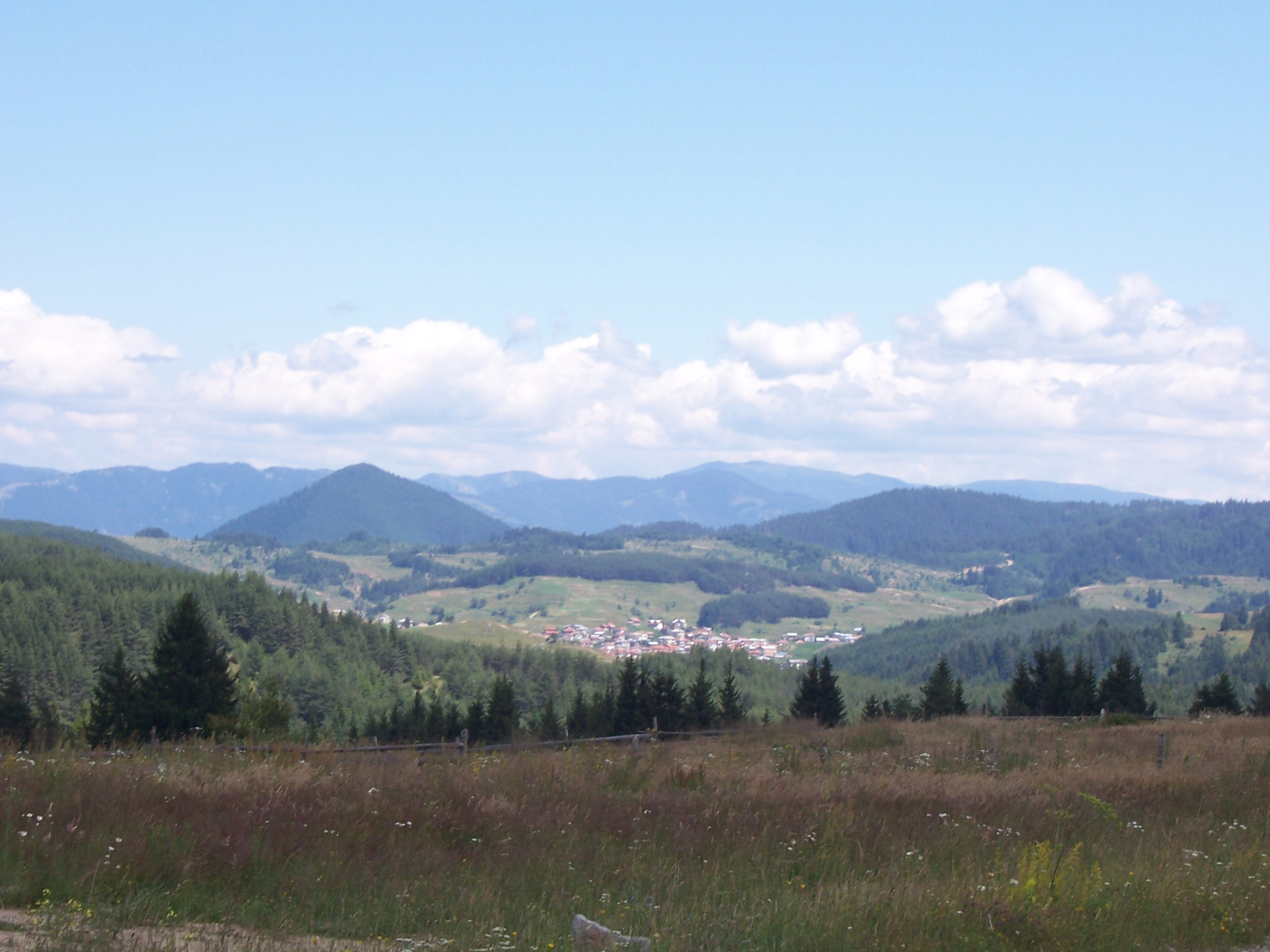
Uitzicht op het dorp Zmeitsa en de bergtop Videnitsa
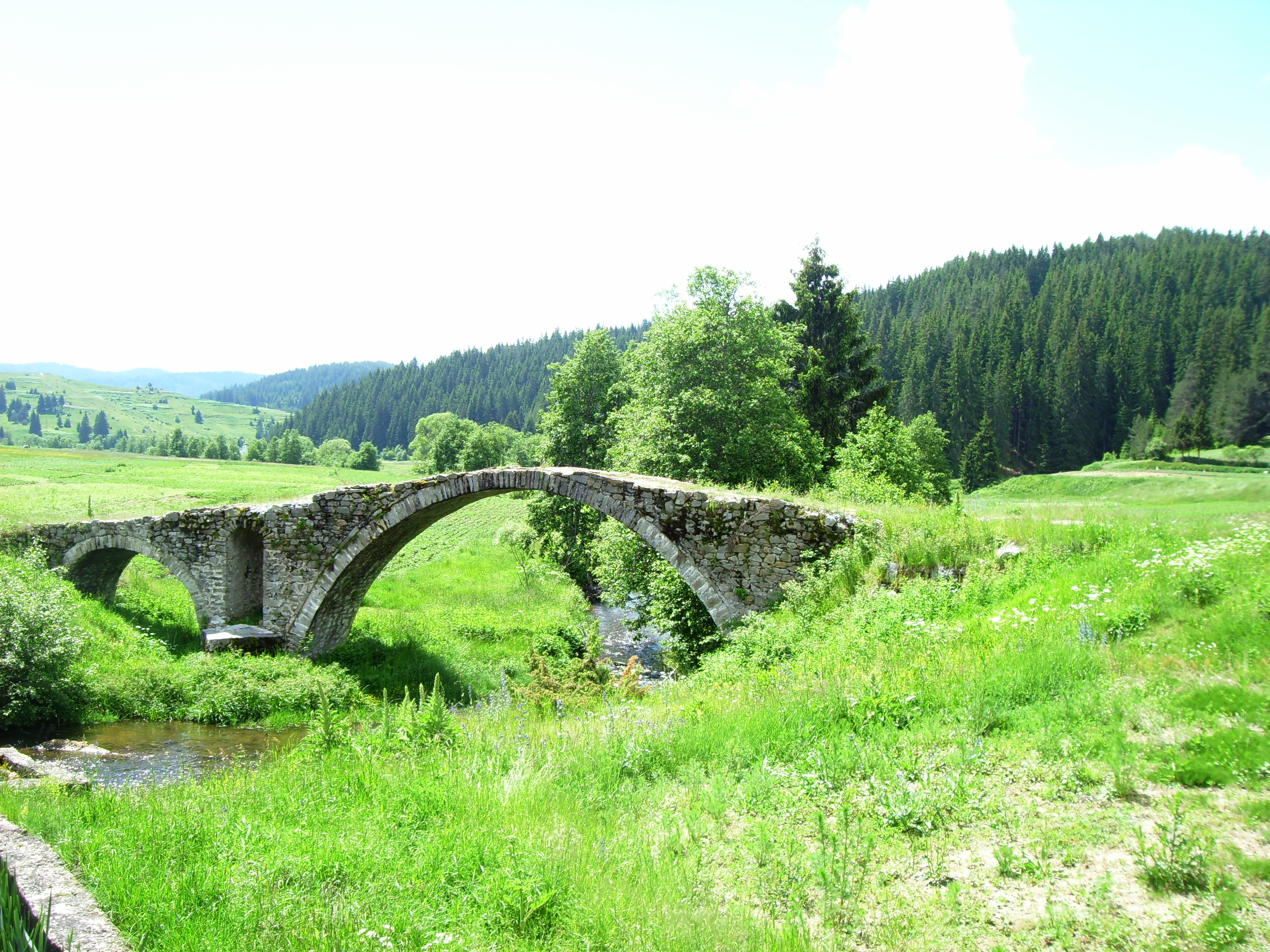
De brug ‘Kemera’